# Grezulja
Grezulja (lat. Scheuchzeria), višegodišnji rod jednosupnica čija jedina vrsta, Scheuchzeria palustris, čini porodicu Scheuchzeriaceae i pripada redu Alismatales. Raširena je po sjevernoj polutki Euroazije i Amerike a postoje dvije podvrste, američka grezulja S. p. subsp. americana i Močvarna grezulja S. p. subsp. palustris koja raste Europi (uključujući i Hrvatsku) i Aziji.
Biljka može narasti od 10 d0 40 centimetara, uskih je izduženih listova koji narastu do 20 cm. Cvjetovi su zelenkasto-žuti. Cvate od lipnja do kolovoza. 
Ime roda došlo je u čast J. J. Scheuchzera i njegovog brata Johanna Kaspara, a ime vrsti označava močvaru.